# 毛蕊老鹳草
毛蕊老鹳草（学名：Geranium platyanthum）是牻牛儿苗科老鹳草属的植物。分布在俄罗斯西伯利亚、蒙古、朝鲜、远东地区以及中国大陆的湖北、西北、东北、华北、四川等地，生长于海拔350米至3,500米的地区，常生长在山地林下、灌丛中或草甸，目前尚未由人工引种栽培。

## 异名
- Geranium eriostemon Fisch. ex DC.